# Jan Šerých
Jan Šerých (13. května 1972 Praha) je český výtvarný umělec a knižní grafik.

## Život a dílo
Jeho práce s bohatou škálou výrazových prostředků, sahající od malby a kresby přes videoprojekci k instalaci, navazují na konceptuální a geometrické tendence 2. poloviny 20. století. V letech 1992–1999 studoval Akademii výtvarných umění v Praze. V letech 1996–2002 byl spolu s Josefem Bolfem, Jánem Mančuškou a Tomášem Vaňkem členem generačního uměleckého seskupení BJ (Bezhlavý jezdec). V letech 2003 a 2005 byl vybrán do finále Ceny Jindřicha Chalupeckého pro umělce a umělkyně do 35 let. V roce 2005 získal stipendium na PROGR v Bernu a v roce 2008 na ISCP Program do New Yorku. Od roku 2015 je asistentem v ateliéru Vladimíra Skrepla na Akademii výtvarných umění v Praze. Žije v Praze.

## Samostatné výstavy

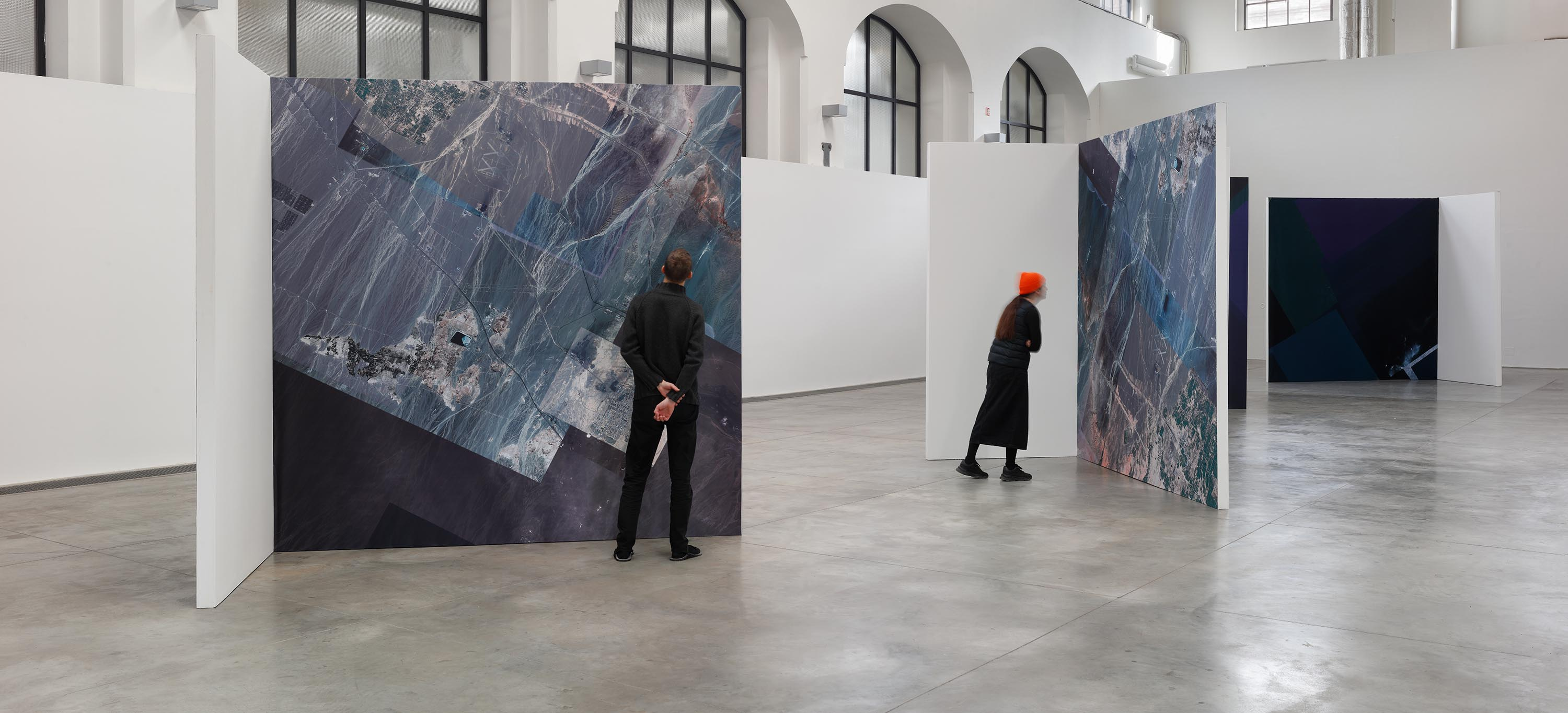
Jan Šerých: O důslednosti vědy, Fait Gallery MEM, Brno

- 2023 O důslednosti vědy. Fait Gallery MEM, Brno
- 2019 Cokoli II. Galerie Luxfer, Česká Skalice
- 2017 Y/N. Městská galerie Týn nad Vltavou
- 2016 Limbo. hunt kastner, Praha

- 2016 Maketa. Cube x Cube Gallery, Liberec
- 2016 Qwerty. Galerie Sokolská 26, Ostrava
- 2014 Theory of Relativity I. Soda, Bratislava
- 2014 Pustina. Berlínskej model, Praha
- 2014 Čtvrt na jedenáct. Set Gallery, Oblastní galerie Liberec
- 2014 Wysiwyg, PLATO, Ostrava
- 2013 Cokoli . Galerie Kabinet T., Zlín
- 2013 !sey ,lleH. Galerie Jelení, Praha
- 2012 Tisíciúhelník. Fait Gallery, Brno (s Alenou Kotzmannovou)
- 2011 Lies and Layers. hunt kastner, Praha (s Esther Stocker)
- 2011 Dnes. etc. gallery, Praha

- 2010 Making the Best of a Bad Situation. Galerie města Blanska
- 2009 Paramnesia. Galerie Caesar, Olomouc
- 2009 ANO. Galerie hlavního města Prahy, Staroměstská radnice
- 2008 Last Frame. Ateliér Josefa Sudka, Praha
- 2008 Jan Šerých a Vasil Artamonov, NoD, Praha
- 2007 Roku 2006. Galerie 36, Olomouc
- 2007 Icing (The Forbidden Release). Wannieck Gallery, Brno (s Michalem Škodou)
- 2007 TAKEMEHOME. hunt kastner artworks, Praha
- 2006 Jednoho krásného rá... Aktualität des Schönen, Liberec
- 2006 Gotohell. Galerie Na Bidýlku, Brno
- 2005 Abbey Road 02:45. Moravská galerie v Brně
- 2004 A je to. A.M.180, Praha
- 2003 10 rad jak vypadat skvěle při sexu. Dům umění města Brna, Dům Pánů z Kunštátu
- 2003 Galerie Na bidýlku, Brno
- 2003 BLA. Galerie 761, Ostrava
- 2003 Kdopak to mluví? Galerie současného umění a architektury - Dům umění České Budějovice
- 2002 Placebo. Galerie Václava Špály, Praha
- 2000 Hlava v oblacích. Galerie Pod kamennou žábou, České Budějovice
- 2000 Ozzy. Galerie Černý pavouk, Ostrava
- 1999 Dial. Veletržní palác, Národní galerie Praha
- 1998 Pereme se za vás. vývěsní skříň BJ, ulice Komunardů, Praha
- 1998 Nora. Pardubice